# Rudolf Steiner (Fußballspieler, 1937)
Rudolf Steiner (* 7. April 1937 in München; † 3. Dezember 2015 in Passau) war ein deutscher Fußballspieler, der als Aktiver von TSV 1860 München in der Runde 1963/64 den DFB-Pokal und 1965/66 die deutsche Fußballmeisterschaft gewann.

## Laufbahn

### Vereine, 1947 bis 1970
Wie Franz Beckenbauer erfuhr Rudolf Steiner beim SC München 06, auf dem dortigen roten Sandplatz mitten im Herzen von Giesing, seine Ausbildung als Jugendfußballer. Der junge Nachwuchsstürmer stieg mit dem SC in der Saison 1956/57 in die 1. Amateurliga Südbayern auf und trug dort zwei Jahre seine Verbandsspiele aus. Nach dem Abstieg 1958/59 schloss sich ein Jahr in der Landesliga für den leichtgewichtigen und schnellen Stürmer an und im Sommer 1960 kam der Wechsel zu den „Löwen“ in die Oberliga Süd zustande. Bei den „Blauen“ von 1860 München bestritt er sein erstes Oberligaspiel am 14. August 1960 bei der 0:2-Niederlage bei Eintracht Frankfurt auf der Rechtsaußenposition. Als weiterer Debütant kam die vom SC Olching gekommene Torjägerhoffnung Rudi Brunnenmeier an der Seite von Alfons Stemmer und Johann Auernhammer zum Zuge. Die „Löwen“ belegten 1960/61 den sechsten Rang und der Kontaktlinsenträger Steiner kam auf elf Einsätze mit zwei Toren. In seinem zweiten Jahr bei 1860 steigerte er seine Einsätze auf 17 Oberligaspiele. Als es im letzten Jahr der Oberliga, 1962/63, um die Nominierung für die neue Fußball-Bundesliga ging, gehörte der jetzt Verteidiger spielende Steiner mit seinen 30 Einsätzen zu den unverzichtbaren Stammspielern der Meistermannschaft von Trainer Max Merkel. 1860 holte vor Nürnberg, dem Lokalrivalen FC Bayern, Eintracht Frankfurt und dem Karlsruher SC den Südtitel und zog in die letzte Endrunde um die deutsche Fußballmeisterschaft 1963 ein. Auch in der Endrunde fehlte der linke Verteidiger in keiner der sechs Begegnungen gegen die Konkurrenten Borussia Dortmund, Hamburger SV und Borussia Neunkirchen. Dortmund gewann am 22. Juni 1963 das entscheidende Spiel vor 43.000 Zuschauern im Stadion Rote Erde souverän mit 4:0 Toren – je zwei Treffer von Friedhelm Konietzka und Jürgen Schütz – und zog in das Finale ein. Steiner hatte 58 Spiele mit drei Toren in der Oberliga Süd für 1860 München von 1960 bis 1963 bestritten und zog mit der Mannschaft von Präsident Adalbert Wetzel in die Fußball-Bundesliga zur Saison 1963/64 ein.
Im Debütjahr der Bundesliga absolvierte der durch seine Beweglichkeit zweikampfstarke Verteidiger alle 30 Ligaspiele mit den „Blauen“, welche am Rundenende den siebten Rang belegten. Bei der Saisoneröffnung am 24. August 1963 verteidigte er zusammen mit Manfred Wagner beim 1:1-Heimremis gegen Eintracht Braunschweig. Erfolgreicher verliefen für die „Löwen“ die Spiele um den DFB-Pokal 1963/64. Nach Erfolgen gegen Borussia Dortmund, 1. FC Kaiserslautern, 1. FC Saarbrücken und den FC Altona 93 zogen die Mannen um Torhüter Petar Radenković in das Finale am 13. Juni 1964 in Stuttgart gegen Eintracht Frankfurt ein. Die „Löwen“ gewannen das Endspiel mit 2:0 Toren und Steiner hielt dabei den Eintracht-Rechtsaußen Helmut Kraus in Schach.
In der Bundesligasaison 1964/65 rückte 1860 München auf den vierten Rang nach vorne und zog im Europapokal der Pokalsieger in das Finale ein. In der Bundesliga kam Steiner auf 20 Einsätze und bestritt auch die sechs ersten Spiele im Europapokal gegen Union Sportive Luxemburg, FC Porto und Legia Warschau. Mit Neuzugang Bernd Patzke verteidigte Steiner letztmals am 6. März 1965 beim 2:0-Erfolg gegen Hannover 96. Patzke zog sich beim Länderspiel am 24. April 1965 in Karlsruhe gegen Zypern einen Schien- und Wadenbeinbruch zu und Steiner konnte verletzungsbedingt auch nicht im Halbfinale gegen den AC Turin und am 19. Mai 1965 in London im Finale gegen West Ham United für die „Löwen“ auflaufen.
Als 1860 München in der Runde 1965/66 der Gewinn der deutschen Meisterschaft glückte, stand Steiner lediglich in neun Spielen für die „Löwen“ auf dem Platz. Im vierten Jahr Bundesliga, 1966/67, die „Blauen“ holten sich die Vizemeisterschaft, gehörte er wieder mit 23 Einsätzen der Stammbesetzung an und verteidigte auch gemeinsam mit Bernd Patzke in den zwei Europacupspielen im November 1966 gegen Real Madrid, wo die Münchner Verteidiger es mit den Real-Flügeln Amancio und Gento zu tun hatten. Unter Trainer Albert Sing lief der 31-Jährige in der Runde 1967/68 in 28 Bundesligaspielen für 1860 auf und versuchte das Absinken des Meisters des Jahres 1966 zu verhindern. Sein letztes Bundesligaspiel bestritt Rudolf Steiner am Schlusstag der Runde 1968/69, am 7. Juni 1969, bei der 1:2-Auswärtsniederlage gegen Eintracht Braunschweig. Vor der Runde hatten Rudi Brunnenmeier, Ludwig Bründl und Hans Küppers die „Löwen“ verlassen und mit Steiner und Peter Grosser beendeten nach dieser Runde noch zwei weitere Meisterspieler ihre Laufbahn bei 1860 München. Rudolf Steiner übernahm zur Runde 1969/70 als Spieler-Trainer den MTV München von 1879. Von 1963 bis 1969 hatte er 118 Bundesligaspiele für den TSV 1860 München bestritten und dabei zwei Tore erzielt.

### Auswahlberufungen, 1964
Im letzten Länderspiel von Bundestrainer Sepp Herberger in Deutschland debütierte der linke Verteidiger von 1860 München in der deutschen Fußballnationalmannschaft. Am 12. Mai 1964 holte die DFB-Mannschaft mit dem Schlussdreieck Hans Tilkowski – Hans Nowak und Steiner in Hannover gegen Schottland vor 65.000 Zuschauern ein 2:2-Unentschieden. Steiner gehörte dem Aufgebot für das Länderspiel am 7. Juni 1964 in Helsinki gegen Finnland an und fiel dann durch Verletzung aus. Am 15. September 1964 verteidigte er in der süddeutschen Auswahl beim Testspiel gegen die Nationalmannschaft. Mit der Partie am 6. Oktober 1964 in Düsseldorf – er verteidigte zusammen mit seinem Vereinskollegen Bernd Patzke – der Nationalmannschaft gegen Sheffield Wednesday endeten seine Auftritte in der DFB-Elf, wo ab 1965 Horst-Dieter Höttges zu einer langjährigen Größe in der Verteidigung werden sollte.

## Weblink
- Rudolf Steiner in der Datenbank von fussballdaten.de